# Sanicle d'Europe
Sanicula europaea
Espèce
La Sanicle d'Europe (Sanicula europaea) est une espèce de plantes à fleurs de la famille des Apiacées (Ombellifères). C'est une plante herbacée qui pousse dans les sous-bois européens jusqu'à 1 700 mètres d'altitude.

## Description
C'est une plante vivace, glabre, de taille moyenne (15-50 cm), qui se reconnaît facilement à l'aspect globuleux de ses ombelles (3 à 5 rayons inégaux).

Tige striée, simple et dressée dont la souche est courte et d'aspect fibreux.

Feuilles : 1 à 2 feuilles caulinaires ; feuilles basilaires au pétiole allongé, disposées en rosette et à la face supérieure luisante, de forme palmée, elles sont profondément divisées.

2 à 4 bractées profondément découpées composent un involucre à la base de l'ombelle.

Fleurs de teinte blanche voire rosée.

## Caractéristiques

### Organes reproducteurs
- Couleur dominante des fleurs : blanc
- Période de floraison : juin-août
- Inflorescence : cyme d'ombelles
- Sexualité : androdioïque
- Ordre de maturation : protogyne
- Pollinisation : entomogame

### Graine
- Fruit : schizocarpe (diakène)
- Dissémination : épizoochore

### Habitat et répartition
- Habitat type : sous-bois herbacés médioeuropéens, planitiaires à montagnards
- Aire de répartition : européen

Données d'après : Julve, Ph., 1998 ff. - Baseflor. Index botanique, écologique et chorologique de la flore de France. Version : 23 avril 2004.

## Propriétés phytothérapeutiques
La Sanicle d'Europe contient des saponines, tanins, mucilages et de la vitamine C. Ces molécules lui confèrent des vertus astringentes et vulnéraires. Elle doit à ses propriétés cicatrisantes son surnom d'herbe de Saint-Laurent, en mémoire du martyr brûlé sur un gril par les Romains au IIIe siècle. Cette réputation au Moyen Âge lui vaut le distique « Qui a la bugle et la sanicle, fait au chirurgien la nique ».

## Étymologie
Sanicula vient du latin sanus : sain.